# Красунчик Браммел
Красунчик Браммел (англ. Beau Brummel) — американська історична мелодрама режисера Гаррі Бомонта 1924 року.

## Сюжет
Джордж Браммел, капітан гусарського полку, закоханий в Марджері, яка з примусу сім'ї виходить заміж за лорда Альвенлі. З волі випадку Браммелу вдається заслужити прихильність принца Уельського. Він йде з армії, стає близьким другом принца і незаперечним авторитетом в області моди і світських манер. Посварившись з принцом, покинутий усіма, крім вірного слуги Мортімера, Браммел біжить від кредиторів в Кале.

## У ролях
- Джон Беррімор — Гордон Бріон Браммел
- Мері Астор — леді Марджері Алвенлі
- Віллард Луїс — принц Уельський
- Кармел Майерс — леді Хестер Стангоп
- Ірен Річ — Фредеріка Шарлотта, герцогиня Йоркська
- Алек Б. Френсіс — Мортімер
- Вільям Хамфрі — лорд Алвенлі
- Річард Такер — лорд Стангоп
- Джордж Беранджер — лорд Байрон